# Macromitrium cataractarum
Macromitrium cataractarum är en bladmossart som beskrevs av C. Müller 1897. Macromitrium cataractarum ingår i släktet Macromitrium och familjen Orthotrichaceae. Inga underarter finns listade i Catalogue of Life.